# St. Petrus und Maternus (Kesseling)

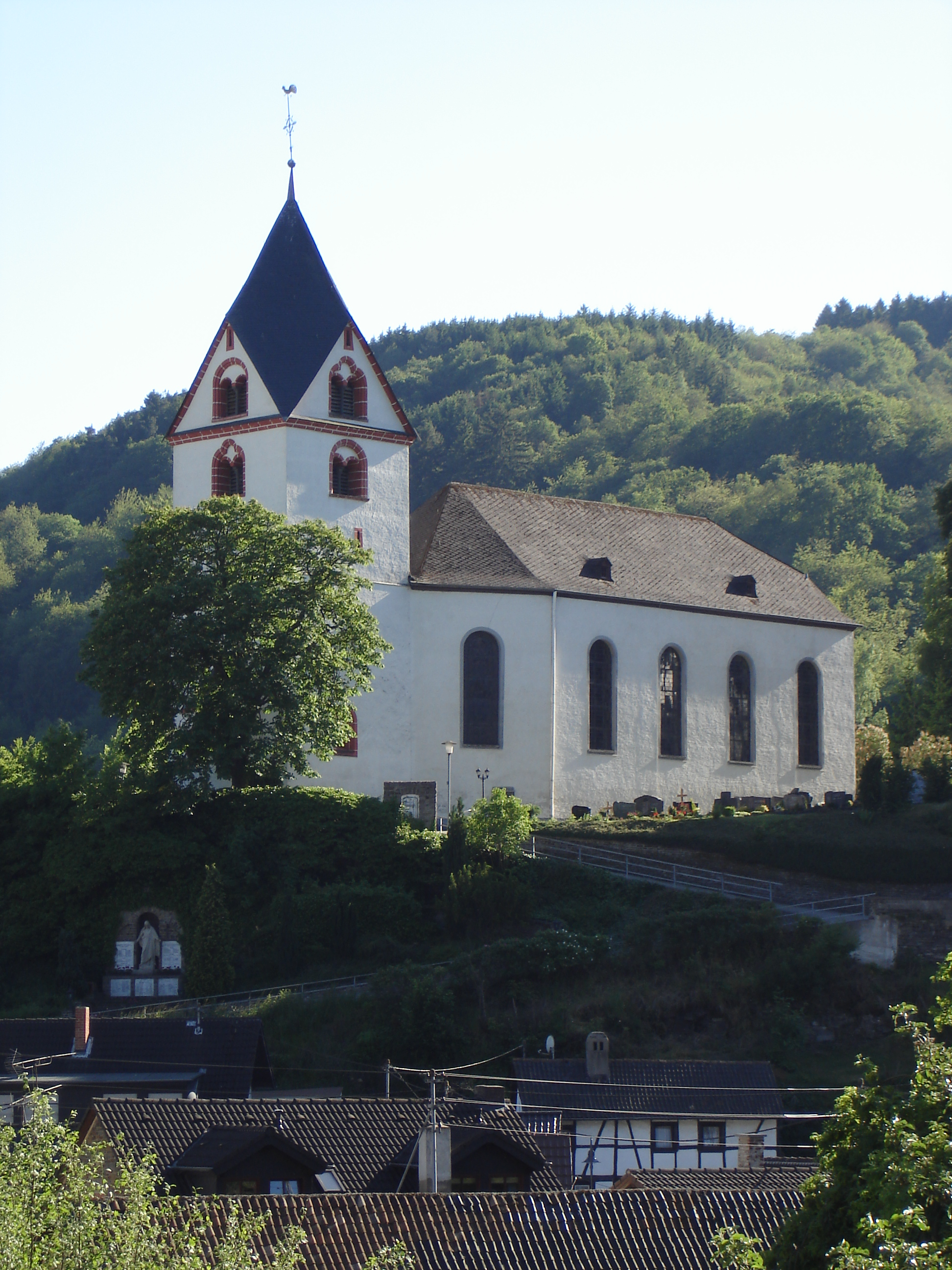
St. Petrus und Maternus

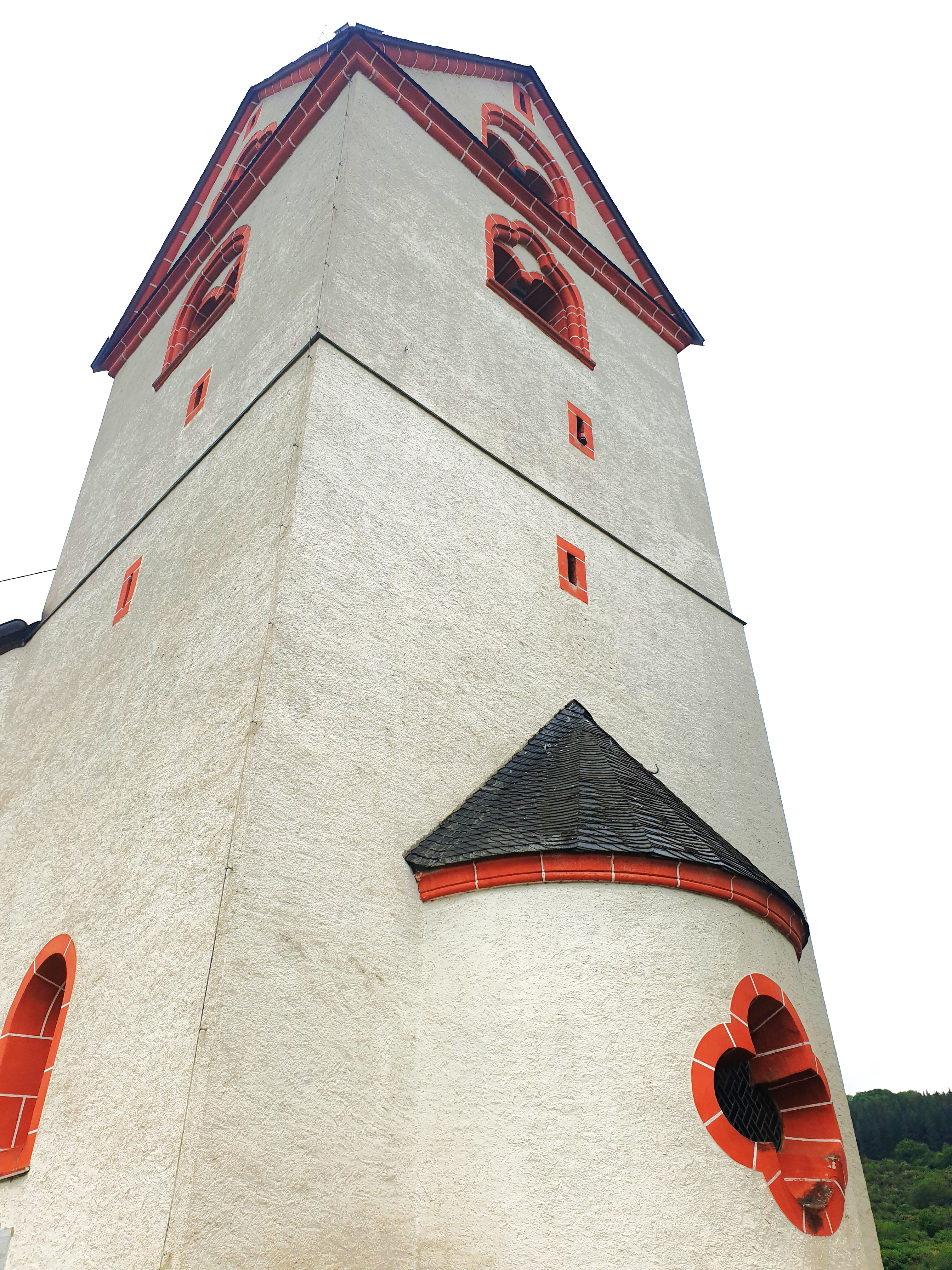
Romanischer Chorturm mit Apsis

St. Petrus und Maternus ist die römisch-katholische Pfarrkirche in Kesseling im Landkreis Ahrweiler in Rheinland-Pfalz.

## Geschichte
Pippin der Jüngere schenkte 762 der von ihm zum Kloster erhobenen Zelle Wald und unterstelle diese der Abtei Prüm, die reichen Besitz in Kesseling besaß. 772 wurde die Kirche St. Petrus erstmals erwähnt.
Von der romanischen Kirche, die den älteren Bau ersetzte, hat sich der östliche Chorturm aus der ersten Hälfte des 13. Jahrhunderts mit Rautendach und eingezogener Halbkreisapsis mit Vierpassfenster erhalten. Im Westen schließt sich ein 1791 errichtetes einschiffiges Langhaus mit dreiseitigem Ostschluss an, dessen mittlere Wand der fast quadratische Chorturm bildet. Im ehemaligen Chorraum der romanischen Kirche im Turmuntergeschoss befindet sich heute die Sakristei.

## Bau und Ausstattung

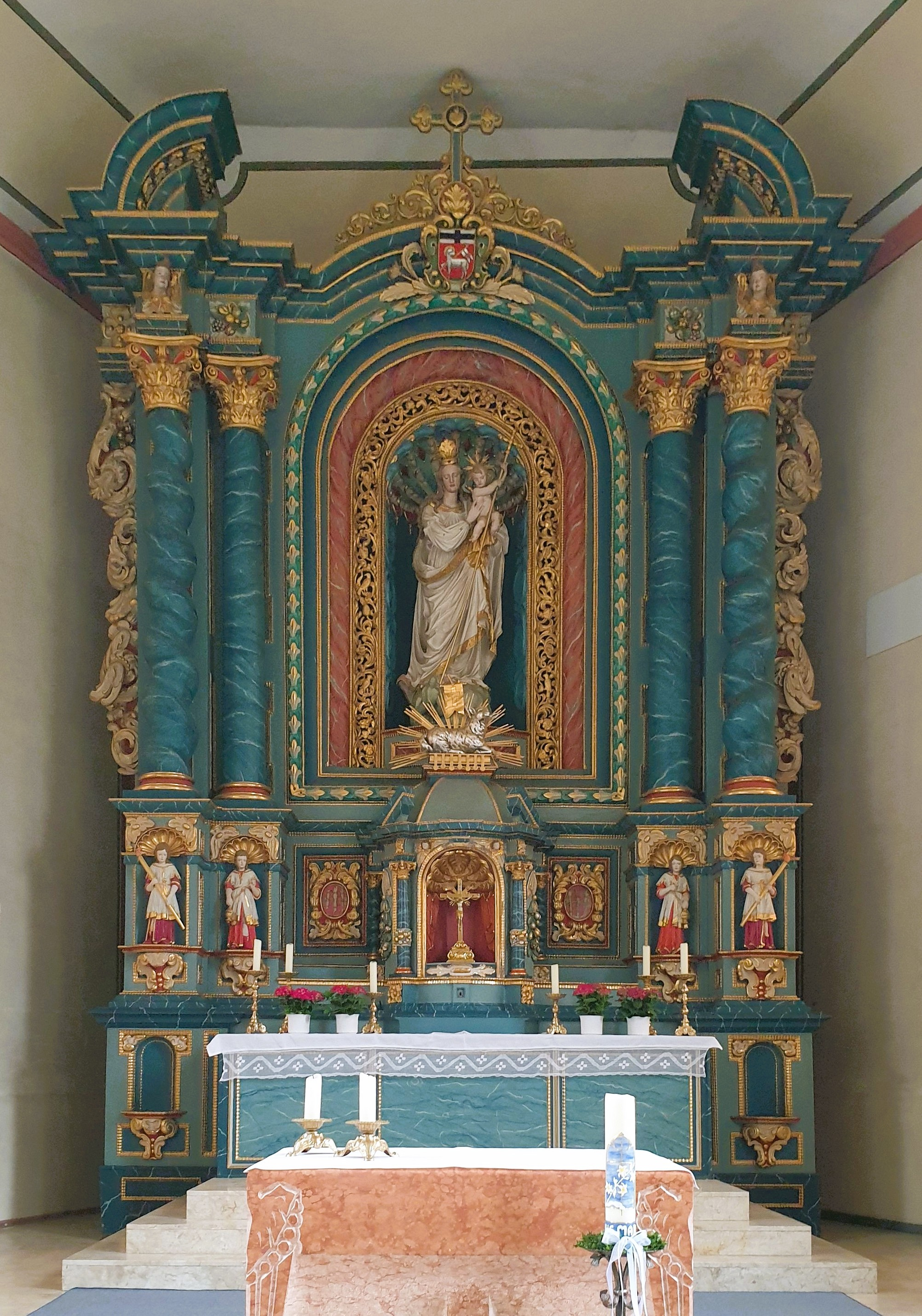
Der barocke Hochaltar

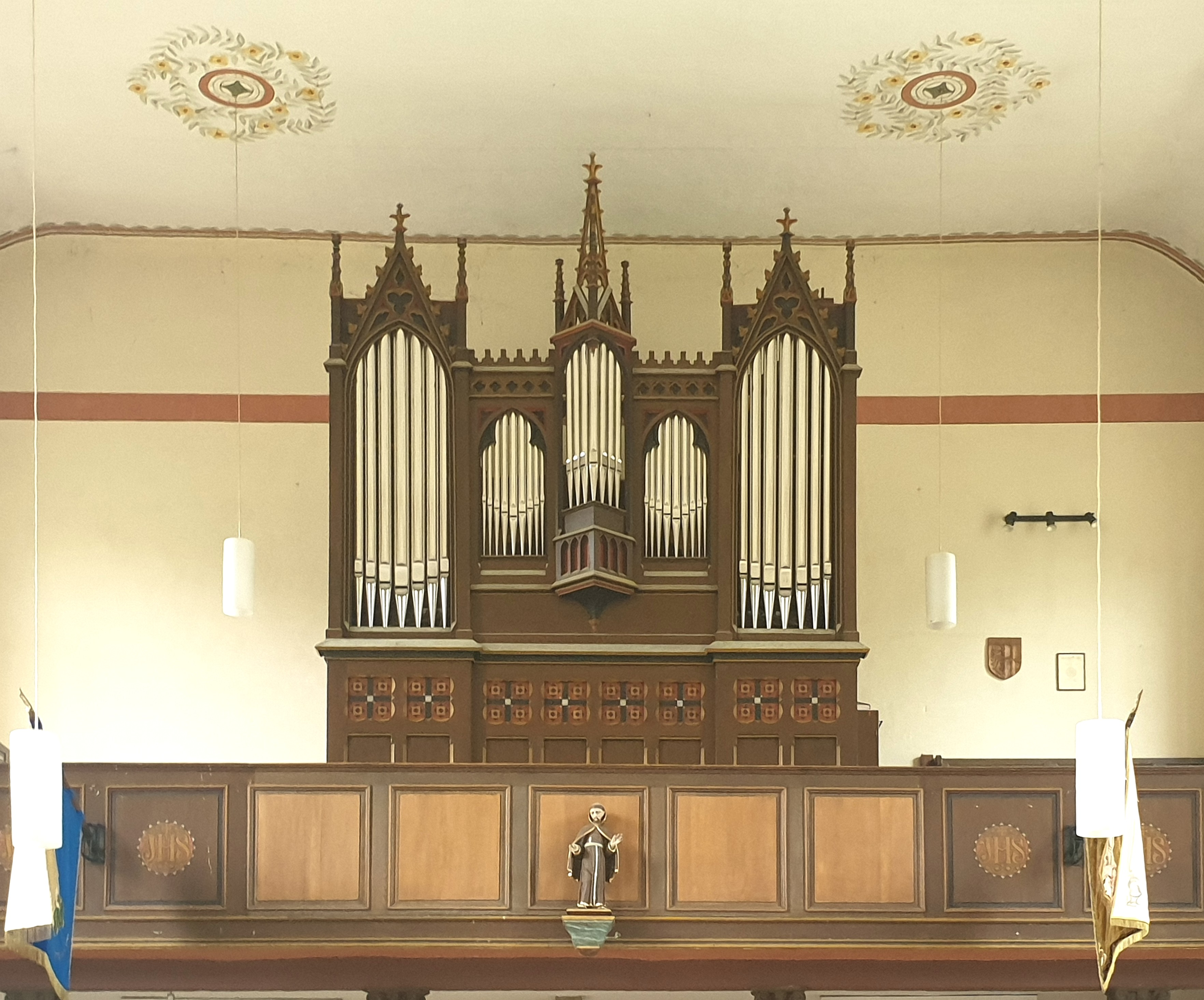
Die Ibach-Orgel

### Innen
Von der Ausstattung ragt der barocke Hochaltar hervor. Er wurde um 1695 für die Abteikirche Maria Laach geschaffen. Dort stand er bis zur Aufhebung der Abtei 1802 unter dem Ziborium. Als das Inventar der säkularisierten Abtei versteigert wurde, gelangte der Altar in die 1791 erweiterte Pfarrkirche von Kesseling. Wegen der niedrigen Deckenhöhe des schlichten Saalbaus musste der mittlere Altaraufsatz entfernt werden.

### Orgel
Die Firma Johannes Ibach & Sohn baute die Orgel der Kirche im Jahr 1885 als Opus 191 als mechanische Schleifladenorgel. Das Instrument erhielt ein neugotisches Orgelgehäuse. Von der Vorgängerorgel wurden lediglich einige Register übernommen. 1948 wurde die Orgel durch die Firma Käs umgebaut. Die Firma Sebald restaurierte das Instrument im Jahr 1970. In den Jahren 2004/2005 erfolgte eine erneute Instandsetzung, dabei wurde das Instrument durch Orgelbau Merten weitgehend in den Originalzustand zurückversetzt.
| Hauptwerk |                |       |
|           | Bordun         | 16′   |
|           | Principal      | 8′    |
|           | Viola da Gamba | 8′    |
|           | Gedakt         | 8′    |
|           | Oktav          | 4′    |
|           | Flöte          | 4′    |
|           | Flut Douce     | 4′    |
|           | Quinte         | 2 ⁄3′ |
|           | Oktav          | 2′    |
|           | Mixtur         | 1 ⁄3′ |
|           | Trompete       | 8′    |

| Unterwerk |               |    |
|           | Salicional    | 8′ |
|           | Nachthorn     | 8′ |
|           | Principal     | 4′ |
|           | Flaut Travers | 4′ |
|           | Quintatön     | 4′ |
|           | Octav         | 2′ |
|           | Vox Humana    | 8′ |

| Pedal |             |     |
|       | Subbass     | 16′ |
|       | Octavbass   | 08′ |
|       | Posaune     | 16′ |
|       | Violoncello | 08′ |

- Koppeln: I/II, I/P